# اولیویا لولین
اولیویا لولین (انگلیسی: Olivia Llewellyn؛ زادهٔ ۱۹۸۰) هنرپیشه اهل بریتانیا است. وی از سال ۲۰۰۵ میلادی تاکنون مشغول فعالیت بوده‌است.
وی بازیگر فیلم‌هایی همچون تفنگدارها، داستان عامه‌پسند و آدمکشان میدسامر بوده‌است.